# Żabno (Miastko)
Żabno (deutsch Saaben, früher Saben) ist ein Dorf in der polnischen Woiwodschaft Pommern. Es gehört zur Gmina Miastko (Gemeinde Rummelsburg)  im Powiat Bytowski (Bütower Kreis).

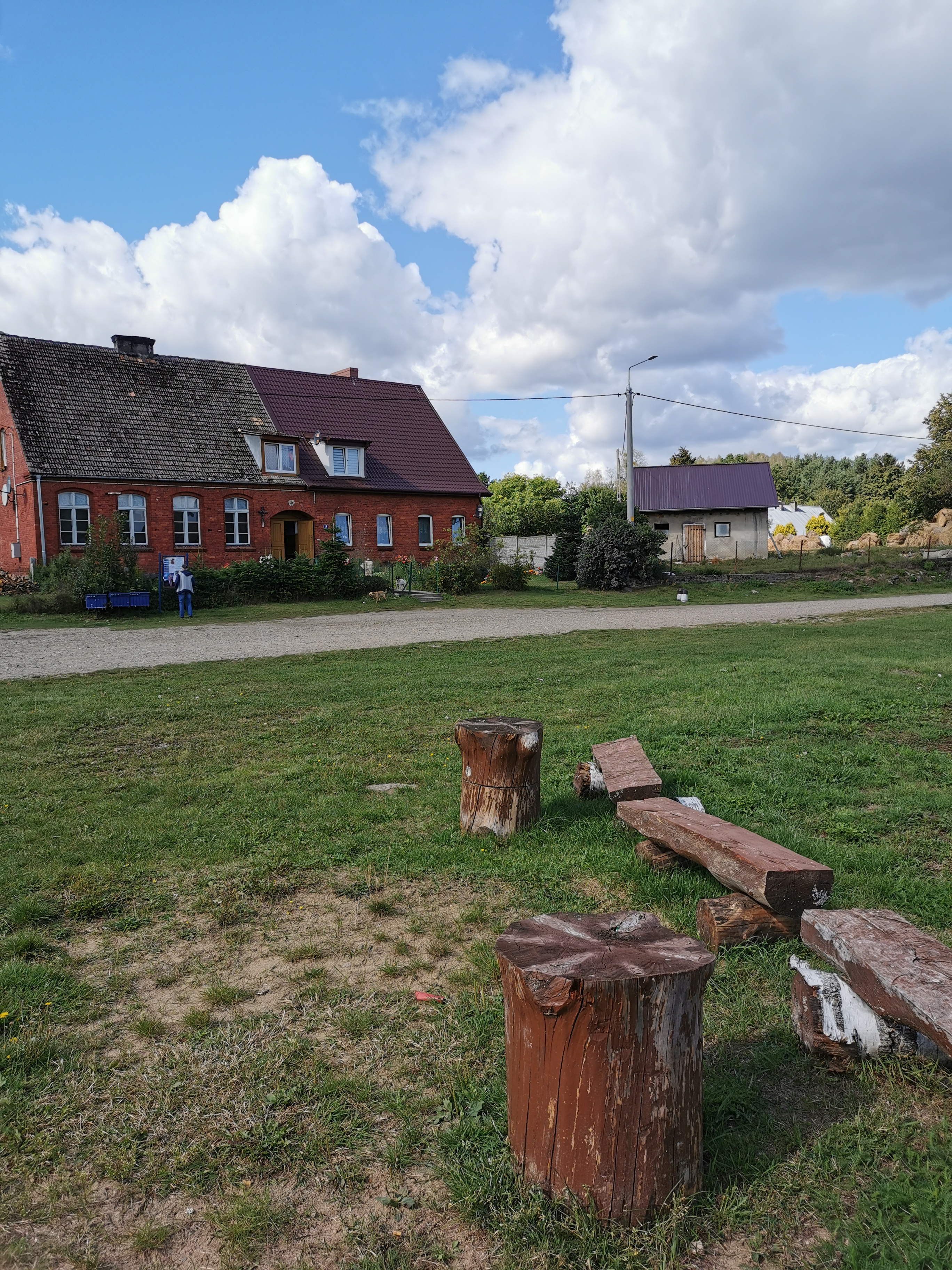
Ortsbild (2019)

## Geographische Lage
Das Dorf liegt in Hinterpommern, rechts von der Wipper, etwa 185 Kilometer nordöstlich von Stettin, 15 Kilometer nordöstlich von Miastko (Rummelsburg i. Pom.) und 5 ½ Kilometer nordnordwestlich des Kirchdorfs Wałdowo (Waldow).
Die nächsten Nachbarorte sind Ponikła (Ponickel) im Norden, Role (Grünwalde) im Nordosten und Pożyczki (Juliushof) im Südosten.

## Geschichte

Saaben, nordöstlich von Rummelsburg und nordnordwestlich des Kirchdorfs Waldow, auf einer Landkarte von 1915

Im Herzogtum Pommern ließ im 16. Jahrhundert die adlige Familie Puttkamer ein großes Wald- und Heidegebiet nordöstlich von Rummelsburg, den sogenannten Puttkamer-Wald, besiedeln. Im Rahmen dieser Landnahme wurde auch das Dorf Saaben angelegt. Saaben war ein reines Bauerndorf, im Dorf bestand also kein Gutsbetrieb. Ursprünglich gab es in Saaben 15 Bauern und 5 Kossäten. Nach dem Dreißigjährigen Krieg waren nur noch 8 Bauernstellen und 3 Kossätenstellen besetzt. Gegen Ende des 18. Jahrhunderts gab es 11 Bauernstellen, von denen 8 mit „Untertanen“, also mit Erbuntertänigen, besetzt waren und 3 mit Freileuten.
Der Besitz an Saaben bestand ursprünglich in drei Anteilen, die zu den Puttkamerschen Gütern in Zettin, Poberow und Treblin gehörten. Der Besitz zersplitterte weiter, so dass im Jahre 1717 fünf Anteile bestanden, auch gerieten Anteile in Pfandbesitz außerhalb der Familie. Dem Landrat Georg Christian von Puttkamer (* 1716; † 1789) gelang es, die Anteile in seiner Hand zu vereinigen.
Die Regulierung der gutsherrlich-bäuerlichen Verhältnisse (siehe Preußische Agrarverfassung) fand im Jahre 1829 statt. Damals gab es noch 8 Bauern und einen Halbbauern, die die Grundherrschaft durch Landabtretung abfanden. Das an die Grundherrschaft abgetretene Land wurde auch aus der Gemarkung Saaben ausgegliedert, so dass Saaben eine reine Landgemeinde blieb. Die Gemeinheitsteilung zwischen den Bauern folgte im Jahre 1847. Die Gemeinde Saaben im Kreis Rummelsburg der preußischen Provinz Pommern des Deutschen Reichs zählte im Jahre 1910 112 Einwohner.
Im Rahmen der Aufhebung der Selbständigkeit der Gutsbezirke in Preußen wurde im Jahre 1928 die Landgemeinde Saaben mit den benachbarten Gutsbezirken Grünwalde und Ponickel zur neuen Landgemeinde Grünwalde-Saaben zusammengefasst.
Um 1935 hatte der Wohnort Saaben unter anderem einen Gasthof, zwei Gemischtwarenläden und eine Schmiede.